# 中華民国空降特戦部隊

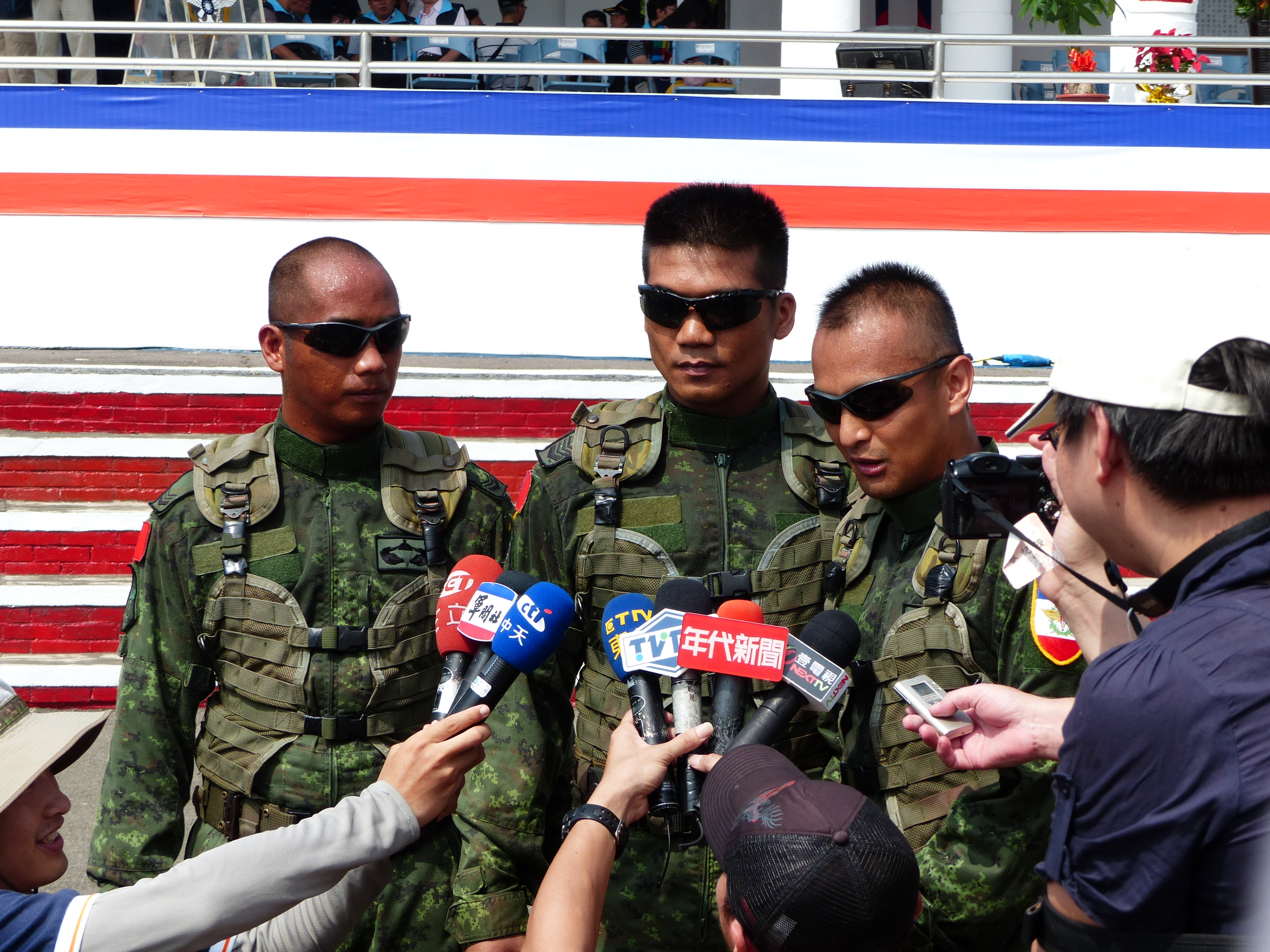
中華民国空降特戦部隊員

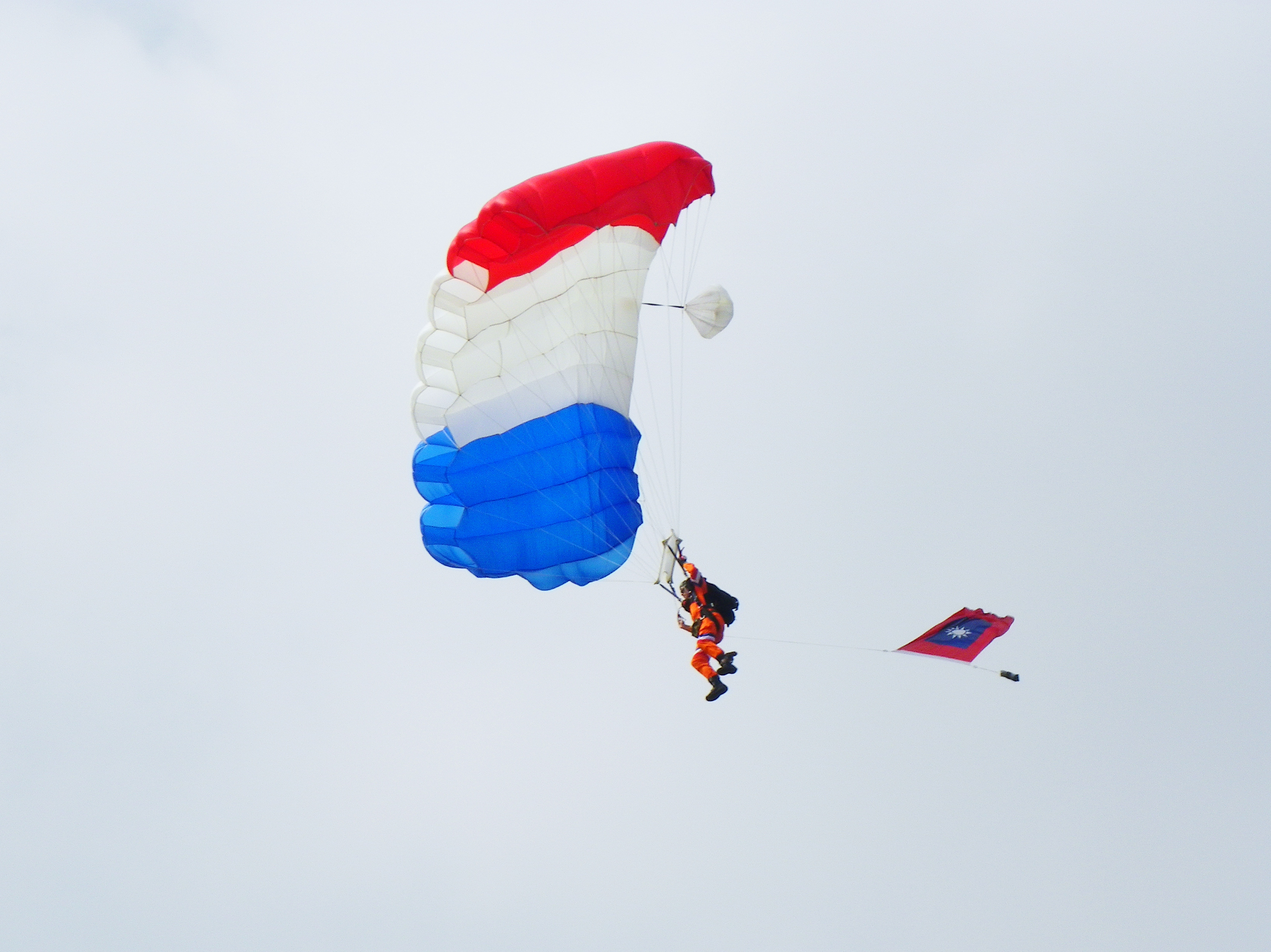
パラシュートで降下する神龍小組

中華民国空降特戦部隊(ちゅうかみんこくくうこうとくせんぶたい、中華民國空降特戰部隊)は、中華民国陸軍の空挺特殊部隊。日中戦争時代から存在する中華民国最古の特殊部隊であり、その後国共内戦も経験した。主な任務は敵地での特殊作戦とエアボーンである。

## 沿革
- 1943年 - アメリカ軍第14空軍指揮官のクレア・リー・シェンノートが、蔣介石に空挺部隊の設立を提言する。
- 1944年 - 中華民国第5集団軍に、初の空挺部隊「鴻翔部隊」が誕生する。
- 1945年 - 中華民国空挺部隊は、OSSOG(戦略情報局作戦組)の顧問団より訓練を受ける。同年、日本側についた陳公博の公判時に警護の任務に就く。
- 1953年 - 東山島での戦いに参加する。
- 1958年 - 金門砲戦に動員される。
- 1963年 - HALO/HAHO部隊「神龍小組」が誕生する。
- 1965年 - 「陸軍空降司令部」が成立する。
- 1974年 - 「陸軍空降司令部」が「陸軍空降特戦司令部」となる。
- 1980年 - 偵捜中隊と特勤連潜龍排が合併し、対テロに特化した新部隊が成立する。
- 1986年 - 特戦部隊の対テロ部隊が岩湾監獄の暴徒鎮圧に動員される。
- 1991年 - 対テロ部隊が「高空特種勤務中隊」として、半ば独立した存在になる。
- 2006年 - 「陸軍航空特戦指揮部」隷下となる。

## 編成
- 特戦862群
- 特戦871群
- 神龍小組
- 中華民国陸軍突撃幹部訓練班

## リンク
- 越戰時的中華民國特種作戰部隊